# Erich Ollenhauer
Erich Ollenhauer (ur. 27 marca 1901 w Magdeburgu, zm. 14 grudnia 1963 w Bonn) – niemiecki polityk, przewodniczący Socjaldemokratycznej Partii Niemiec (1952–1963).

## Życiorys
W 1920 wstąpił do Socjaldemokratycznej Partii Niemiec. Po zdobyciu władzy w Niemczech przez nazistów Adolfa Hitlera uciekł do Pragi, następnie przenosił się do innych państw europejskich, by ostatecznie osiąść w Londynie. W lutym 1946 powrócił do Niemiec. W wyborów do Bundestagu w 1949 uzyskał mandat deputowanego. Po śmierci Kurta Schumachera został wybrany nowym przywódcą partii. Był jej kandydatem na stanowisko kanclerza w wyborach parlamentarnych 1953 i 1957, jednak przegrał z Konradem Adenauerem. W 1961 nie uzyskał poparcia partii jako kandydat na kanclerza. Przegrał z burmistrzem Berlina Willym Brandtem.